# Охоново (Дятловский район)
Охоново (бел. Ахо́нава) — деревня в Дятловском районе Гродненской области Белоруссии. В составе Даниловичского сельсовета.

## География
Пролегает дорога Н-7825. Недалеко от деревни расположен железнодорожный остановочный пункт Клишевичи.
Ближайшие населённые пункты Клишевичи, Паникарты и др.

### Гидрография
Река Охоновка.

## История
В 1624 году упоминается как центр войтовства в составе Дятловской (Здентельской) волости в собственности Сапег.
В 1885 году Охоново, село бывшее государственное, в Дятловской волости Слонимского уезда Гродненской губернии, дворов 93, жителей 470, церковь православная, школа, 2 крчм.
В 1940—1977 годах центр Охоновского сельсовета. До 13 июля 2007 года деревня входила в состав Торкачевского сельсовета.

## Население

### Численность
- 2009 год — 164 жителей

### Динамика
- 1905 год — 854 жителей (село)[4]
- 2009 год — 164 жителей (перепись населения)[4]

## Галерея

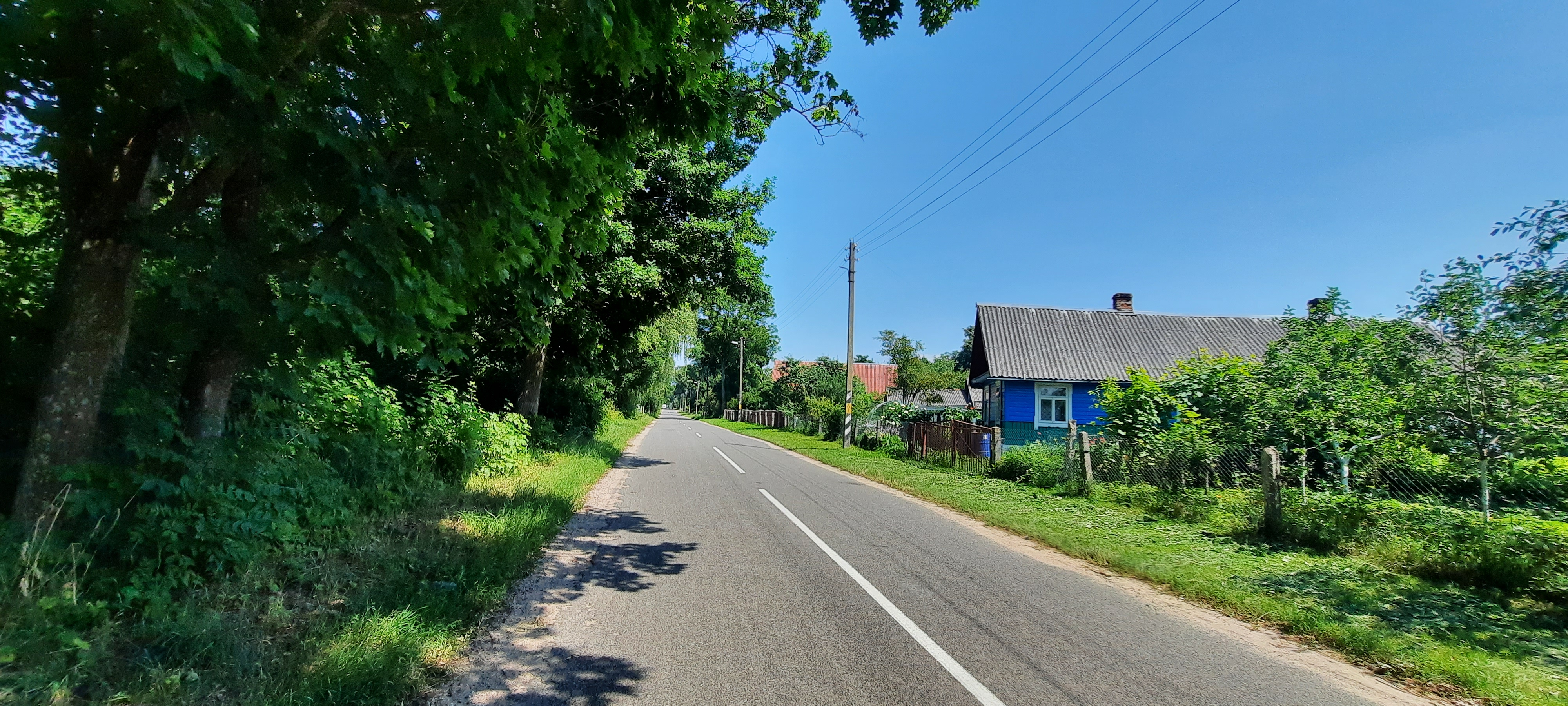
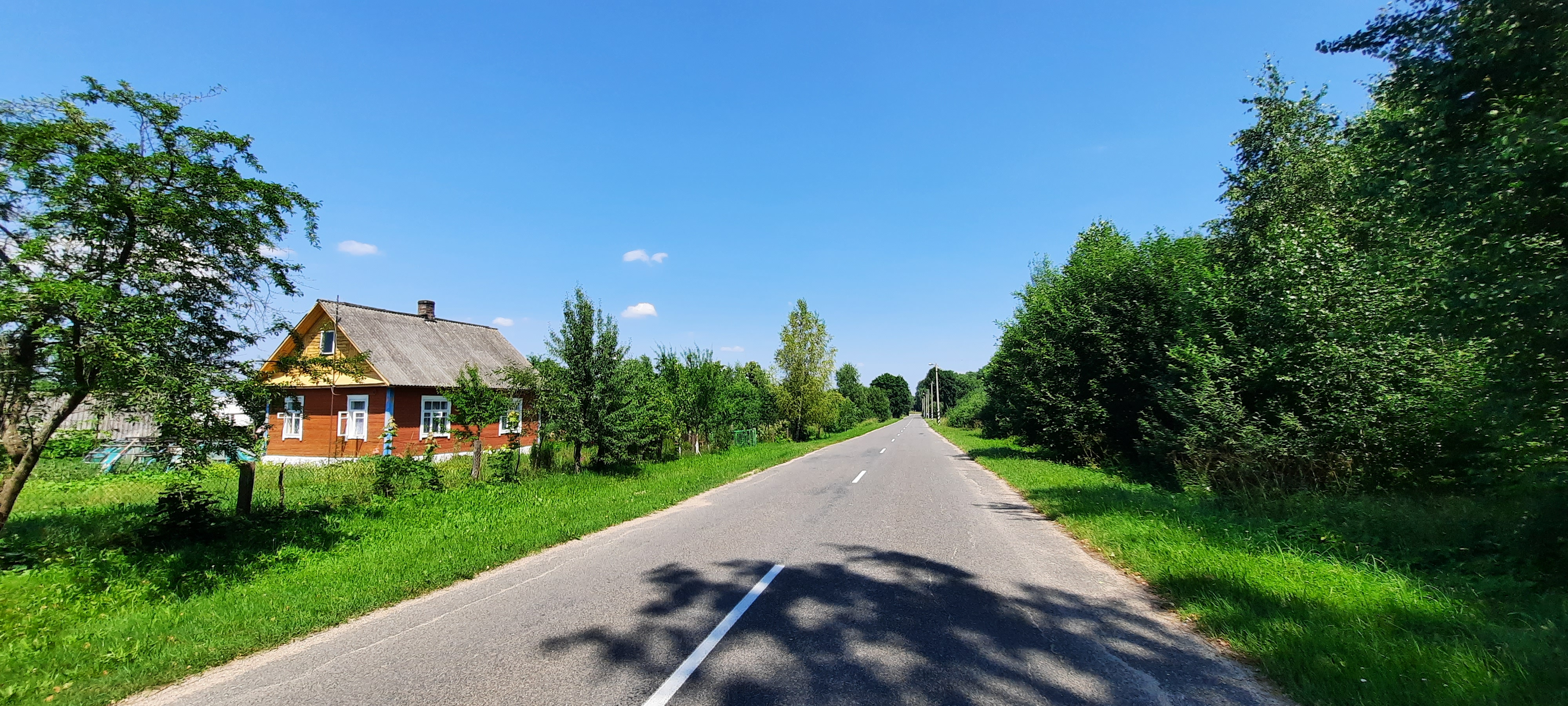

## Достопримечательность
- Памятник воинам-освободителям